# Nancy Oliver
Pour les articles homonymes, voir Oliver.

Nancy Oliver est une scénariste et productrice de télévision américaine née le 8 février 1955 à Framingham (Massachusetts).

## Filmographie

### comme scénariste

#### télévision
- 2003-2005 : Six Feet Under (14 épisodes)
- 2006 : Windfall : Des dollars tombés du ciel (1 épisode)
- 2008-2011 : True Blood (7 épisodes)

#### cinéma
- 2007 : Une fiancée pas comme les autres de Craig Gillespie

### comme productrice
- 2005 : Six Feet Under (9 épisodes)
- 2006 : Windfall : Des dollars tombés du ciel (7 épisodes)
- 2008-2011 : True Blood (48 épisodes)

## Nominations
- Writers Guild of America Awards
  - 2006 : Meilleur scénario pour une série télévisée dramatique pour Six Feet Under
  - 2008 : Meilleur scénario original pour Une fiancée pas comme les autres
  - 2009 : Meilleure nouvelle série pour True Blood
  - 2010 : Meilleur épisode d'une série dramatique pour True Blood
- Oscars du cinéma 2008 : Oscar du meilleur scénario original pour Une fiancée pas comme les autres
- Primetime Emmy Awards 2010 : Primetime Emmy Award de la meilleure série télévisée dramatique pour True Blood
- Producers Guild of America Awards
  - 2010 : Meilleur producteur pour une série télévisée dramatique pour True Blood
  - 2011 : Meilleur producteur pour une série télévisée dramatique pour True Blood